# Guillaume Bailly
Pour les articles homonymes, voir Bailly.
Pour les autres membres de la famille, voir Famille Le Clerc.
 (avril 2009).
Si vous disposez d'ouvrages ou d'articles de référence ou si vous connaissez des sites web de qualité traitant du thème abordé ici, merci de compléter l'article en donnant les références utiles à sa vérifiabilité et en les liant à la section « Notes et références ».
Guillaume Bailly est né le 23 mars 1519 à Paris et mort le 28 mai 1582 à l’abbaye de Bourgueil.
Guillaume Bailly est président en la Chambre des comptes, comte de La Ferté-Aleps, abbé de l’abbaye de Bourgueil en mai 1582, où il meurt très certainement empoisonné.

## Biographie
Son père est commissaire examinateur au Châtelet de Paris.

### La chambre des comptes
Guillaume Bailly est reçu avocat au parlement de Paris en 1538. Il achète une charge de conseiller du roi, est conseiller d'État et conseiller d'honneur au grand conseil, conseiller-maître des comptes le 6 août 1547, président en la Chambre des Comptes, pourvu par lettres du 2 février 1549. Il est aussi maître des requêtes[réf. incomplète].

### En Italie
Il est envoyé en Piémont en 1555 par le maréchal de Brissac. Guillaume Bailly  est conseiller du conseil de guerre et maître surintendant-général des finances de deçà des Alpes[réf. incomplète],
Il est créé chevalier par le maréchal de Brissac au camp sous Vulpian, et confirmé dans ce titre par lettres-patentes du roi Charles IX, le 26 août 1571[réf. incomplète].

### Chancelier du frère du roi
Guillaume Bailly est dit aussi chevalier et chancelier du duc d’Alençon, l’un des chefs du parti des malcontents et est surintendant du duc d’Italie[réf. incomplète]. Il est fait chevalier de l'Ordre de Saint-Michel. Bailly est sieur de la Motte et comte de La Ferté-Aleps,

### L’abbaye de Bourgueil

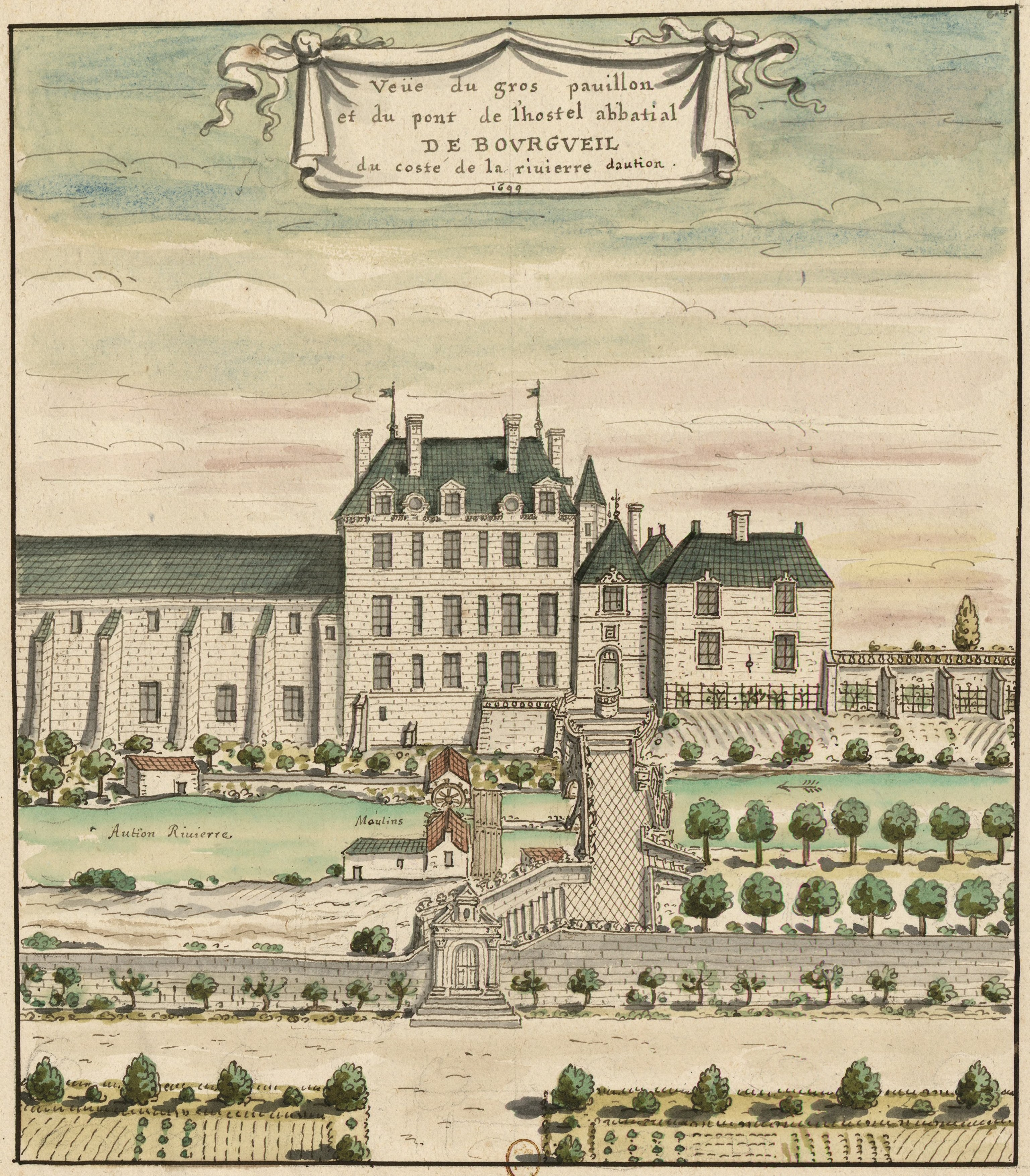
Le logis abbatial de l’abbaye de Bourgueil.

Guillaume Bailly est le XLIVe abbé de l’abbaye de Bourgueil en mai 1582. Il paie son bénéfice dix-huit mille écus.
À peine arrivé, il est convié à dîner par le comte de Montsoreau au château de La Coutancière, à Brain-sur-Allonnes, près de Saumur. Bailly accepte cette invitation. Or ce comte de Montsoreau avait assassiné le 19 août 1579 Bussy d'Amboise à La Coutancière. Henri III n'aimait pas Bussy, et le duc d’Alençon se méfiait de lui. Ils lui promettent l'impunité pour son meurtre.
Mais Guillaume Bailly est le chancelier du duc d’Alençon et sait qu'il ne représente en rien une menace. Il va donc à ce dîner, mais meurt empoisonné. Guillaume Bailly a été abbé vingt-deux jours. Il meurt au logis abbatial. Il est inhumé dans le chœur de l’église de l’abbaye de Bourgueil.

### Mariage et descendance
La femme de Guillaume Bailly, Madeleine Harelle, est la fille de Jean et Madeleine Rose, des marchands. Ils ont trois enfants :
- Charles Bailly du Séjour (1555-1627), marié à Chrestienne Leclerc Du Vivier, qui succède à son père.
- Catherine Bailly, mariée à Jean-Gabriel de Mesmes, avocat puis conseiller au Parlement de Paris.
- Artuze Bailly, qui est à l’origine d’un scandale et d’une condamnation à mort. En effet, le 28 septembre 1582, une troupe de sergents escorte vers la Grève Pierre Tonnard ou Touard, accompagné du bourreau chargé de le pendre. Tonnard a été condamné pour avoir séduit Artuze, fille du président Bailly, de la cour des comptes. Elle épouse Claude Locquet, seigneur de L'Espine, trésorier de la gendarmerie de France[7].